# Luca Spechenhauser
Luca Spechenhauser (Sondalo, 14 dicembre 2000) è un pattinatore di short track italiano.

## Biografia
È cresciuto nella Bormio Ghiaccio, squadra del suo paese di residenza. Il 28 settembre 2020 è stato arruolato nei Carabinieri ed è entrato nel gruppo sportivo. Anche la sorella Anna è pattinatrice di short track.
Ha fatto parte della spedizione italiana al Festival olimpico invernale della gioventù europea di Erzurum 2017, guadagnando la medaglia di bronzo nei 1500 metri.
È stato convocato dal commissario tecnico Assen Pandov agli europei di Danzica 2021, dove si è laureato vicecampione europeo nella staffetta 5000 metri, con i connazionali Yuri Confortola, Andrea Cassinelli e Pietro Sighel.
Ai mondiali di Dordrecht 2021 ha ottenuto la medaglia di bronzo nella staffetta 5000 metri con Yuri Confortola, Tommaso Dotti e Pietro Sighel.
Ha rappresentato l'Italia ai Giochi olimpici invernali di Pechino 2022, dove si è classificato 32º nei 1500 m ed è stato squalificato in batteria nei 1000 m. Non ha preso parte alla staffetta maschile.
Ai campionati europei di Danzica 2023 ha ottenuto l'argento nella staffetta 5.000 metri, questa volta con Mattia Antonioli, Tommaso Dotti, Thomas Nadalini e Pietro Sighel. Conquista la medaglia d'argento nella stessa gara ai mondiali di Seul 2023, con Andrea Cassinelli, Tommaso Dotti, Pietro Sighel e Thomas Nadalini. Nel 2024 ai mondiali di Rotterdam ottiene la medaglia di bronzo nei 1000 metri, mentre l'anno seguente sale sul gradino più alto del podio nella staffetta 5000 metri agli europei di Dresda.

## Palmarès

### Mondiali
- 4 medaglie:
  - 2 argenti (staffetta 5000 m a Seul 2023; staffetta 2000 m mista a Pechino 2025);
  - 2 bronzi (staffetta 5000 m a Dordrecht 2021; 1000 m a Rotterdam 2024).

### Europei
- 4 medaglie:
  - 1 oro (staffetta 5000 m a Dresda 2025).
  - 2 argenti (staffetta 5000 m a Danzica 2021; staffetta 5000 m a Danzica 2023).
  - 2 bronzi (staffetta mista 2000 m a Danzica 2023; 1000 m a Dresda 2025).

### Festival olimpico della gioventù europea
- 1 medaglia:
  - 1 bronzo (1500 m a Erzurum 2017).